# 維達 (蒙大拿州)
維達（英語：Vida）是位於美國蒙大拿州麥空縣的普查規定居民點。

## 歷史
維達的郵局自1911年營運至今。

## 人口
根據2020年美國人口普查的數據，維達的面積為0.23平方千米，皆為陸地。當地共有人口24人，而人口密度為每平方千米104.35人。